# Trigenetische cyclus
Een trigenetische cyclus (zelden ook trifasische cyclus genoemd) is een levenscyclus, waarbij er een afwisseling van drie verschillende generaties: één gametofyt-generatie en twee sporofyt-generaties. Men kent dit type cyclus bij de Florideophycideae, behorende bij de roodwieren (Rhodophyta), bij de Basidiomycota en enkele groepen van de Ascomycota (met name bij de Taphrinomycetes en Ascomycetes).
In het geval van de roodwieren wordt de extra generatie gevormd door een uit de zygote ontwikkelde diploïde carposporofyt.
De carposporofyt vormt (door mitose) de carposporen, die zich ontwikkelen tot de diploïde meiosporofyt, ook wel tetrasporofyt genoemd. Deze laatste vormt dan door meiose de tetrasporen. Deze sporen ontwikkelen zich tot de haploïde gametofyt.
Dergelijke organismen worden diplohaplonten genoemd. Dit staat onder andere tegenover een haplofasisch cyclus bij de haplonten, waar de meiose direct na de vorming van de zygote plaatsvindt (zygotische meiose).

## Overzicht
| Biologische levenscycli bij meercellige organismen met geslachtelijke voortplanting | Biologische levenscycli bij meercellige organismen met geslachtelijke voortplanting | Biologische levenscycli bij meercellige organismen met geslachtelijke voortplanting | Biologische levenscycli bij meercellige organismen met geslachtelijke voortplanting | Biologische levenscycli bij meercellige organismen met geslachtelijke voortplanting                                                        |
|                                                                                     |                                                                                     | Cytologische kernfasewisseling                                                      | Cytologische kernfasewisseling                                                      | Cytologische kernfasewisseling |
| Type organisme →                                                                    | Type organisme →                                                                    | Haplont                                                                             | Diplont                                                                             | Diplohaplont = Haplodiplont |
| ----------------------------------------------------------------------------------- | ----------------------------------------------------------------------------------- | ----------------------------------------------------------------------------------- | ----------------------------------------------------------------------------------- | --- |
| Kernfase; Kernfasewisseling →                                                       | Kernfase; Kernfasewisseling →                                                       | Haplofase; Haplofasisch                                                             | Diplofase; Diplofasisch                                                             | Afwisseling haplofase ↔ diplofase; Diplohaplofasisch = Heterofasisch                                                                       |
| Meiose moment →                                                                     | Meiose moment →                                                                     | Zygotisch                                                                           | Gametisch                                                                           | Sporisch = Intermediair |
| Morfo- logische generatie- wisseling                                                | Monogenetisch: (monofasisch)                                                        | Monogenetische haplont                                                              | Monogenetische diplont                                                              | |
| Morfo- logische generatie- wisseling                                                | Digenetisch: (difasisch)                                                            |                                                                                     | Digenetische diplont                                                                | Digenetische diplohaplonten \| Isomorf, isospoor \| ↓ Heteromorf ↓ \| ↓ Heteromorf ↓ \| \| Isomorf, isospoor \| isospoor \| heterospoor \| |
| Morfo- logische generatie- wisseling                                                | Trigenetisch: (trifasisch)                                                          |                                                                                     |                                                                                     | Trigenetische diplohaplont |
| Isomorf, isospoor                                                                   | ↓ Heteromorf ↓                                                                      | ↓ Heteromorf ↓                                                                      |                                                                                     | |
| Isomorf, isospoor                                                                   | isospoor                                                                            | heterospoor                                                                         |                                                                                     | |